# 스톤 콜드 스티브 오스틴
스톤 콜드(Stone Cold) 또는 스티브 오스틴(Steve Austin, 1964년 12월 18일 ~ )은 미국의 남자 프로레슬링선수다. 1989년 프로레슬링 입문했으며 2003년에 은퇴한 뒤 배우로 활동중이다. 그는 WWE 애티튜드 시대를 상징하는 최고의 아이콘이다.
전성기 당시 경쟁 회사인 WCW의 84주 연속 시청률 1위의 독주 체제를 무너뜨리고 다 무너져가던 WWE를 최고의 자리에 올렸으며 WCW를 나락에 떨어뜨리며 WCW와 ECW를 인수 하게 되고 전세가 역전되어 버린다.
그가 WCW에 선수로 있었던 당시 상품성이 부족하단 이유로 WCW 단장 에릭 비숍에게 해고를 당했었는데 WWE 최고의 전성기를 맞이하게 된 장본인이자 현재 프로 레슬러 가운데 최다 상품 판매 부동의 1위를 자랑하고 있기에 스톤 콜드에겐 자신을 해고했던 에릭 비숍에게 그야말로 가장 통쾌한 복수가 아닌가 싶다. 헐크 호건과 더불어 최고의 레슬러 논쟁은 지금까지도 계속 이어지고 있다. 본명은 스티브 제임스 윌리엄스(Steve James Williams)이다.
피니쉬 무브는 스톤 콜드 스터너(스터너)다. 이 스터너는 랜디의 RKO와 비슷하다. 스터너는 엉덩이로 착지해 묵직하다. 스터너는 사용하기 쉬운 기술이다. 이 스터너를 쓸때 준비가 있다. 바로 발로 상대방의 배를 차 앞쪽으로 몸을 기울여 스터너를 사용한다. 이 스터너는 마이크 윕렉중에도 사용됐던 기술이다. 마이크 윕렉 중 관중들은 WHAT이라는 추임새를는다.이유는 이미 넌 스터너가 들어갈 것이니 걍 입다물고(닥치라는 뜻) 스터너 맞을 준비를 하라는 뜻이다. 루 테즈 프레스 멀티플 펀치도 아주 사용을 한다. 또한 자주 쓰는 기술이며, 맥주를 좋아해 링 밖에서 던져 주는 맥주를 받아 세리머니를 종종 하며, 맥주 차를 끌고 와 빈스 맥마흔에게 맥주를 분사해버리기도 하였다. 1996년 6월 8일로 사용을 하기 시작을 하면서 처음에는 잡으면서 사용을 하거나 지금은 발로 차면서 날리는 기술을 사용을 한다. 스터너는 숀 마이클스의 스위트 친 뮤직, 언더테이커의 툼스톤, 브렛 하트의 샤프 슈터, 제이크 로버츠의 DDT와 더불어 역대 WWE 최고의 기술 중 하나로 뽑힌다. 별명은 '스톤 콜드' (Stone Cold)이며, 오스틴 3장 16절 (유명한 성경 요절인 요한복음 3장 16절을 패러디 한 것)에는 "내가 방금 너의 엉덩이를 걷어찼다고만 말한다!"라는 Austin 3:16 (티셔츠로도 발매됨)으로도 유명하다. 미국 텍사스 주 빅토리아에서 타어났다.

## 유행어
And, That's the bottom line......Because STONE COLD said so!
(그게 전부야, 왜냐하면 스톤콜드가 말했으니까!)
Austin 3:16 says I just whipped your ass!
(오스틴서 3장 16절에는 내가 방금 네 엉덩이를 걷어찼다고만 나왔어!)
Gimme a Hell Yeah
(내 말이 맞는 것 같으면 Hell Yeah을 외쳐)
What?!
(뭐라고?!)

## 신체 사항
- 키는 188cm(6 ft 2 in)
- 몸무게는 115kg(253 lb)

## Professional wrestling highlights
- Finishing moves
  - As The Ringmaster
    - Back elbow drop - 1995-1996
    - Front dropkick - 1995-1996
    - Million Dollar Dream (Cobra clutch) - 1995-1996; adopted from Ted DiBiase

  - As "Superstar" Steve Austin
    - Backbreaker drop
    - Crossface chickenwing
    - Stun Gun (Flapjack drop hangman)

  - As "Stone Cold" Steve Austin
    - Belly to back piledriver - 1996–present
    - Scorpion Deathlock (Sharpshooter) - 1996–present
    - Stone Cold Stunner (Stunner, usually preceded by a kick to the opponent's stomach) - 1996–present; adopted from Mikey Whipwreck

  - As "Stunning" Steve Austin
    - Backbreaker drop - WCW
    - Crossface chickenwing - WCW
    - Stun Gun (Flapjack drop hangman) - WCW
- Signature moves
  - Back body drop
  - Body slam
  - Boston crab
  - Catapult
  - Clothesline
  - Hollywood and Vine (Standing figure four leglock) - WCW
  - Jumping stomp, to the head of a kneeling opponent
  - Knee drop, sometimes from the second or third string
  - Knife-edge chop
  - Leapfrog body guillotine
  - Lou thesz press multiple punch
  - Mudhole Stomp (Multiple stomp to the chest of an opponent seated in the corner, with theatrics)
  - Pointed elbow drop, sometimes from the second rope
  - Russian legsweep
  - Side suplex
  - Spinebuster
  - Super suplex
  - Standing powerbomb
  - STF
  - STO
  - Vertical suplex
- Tag teams and stables
  - Alliance
  - Dangerous Alliance
  - Hollywood Blonds
  - Million Dollar Corporation
  - Stud Stable
  - Two-Man Power Trip
- Nicknames
  - "3:16"
  - "Austin 3:16"
  - "Bionic Redneck"
  - "Extreme Superstar"
  - "Rattlesnake"
  - "Stone Cold" "Stunning"
  - "Texas Rattlesnake"
  - "Toughest SOB in the WWF/WWE"
- Managers
  - Col. Robert Parker
  - Debra
  - Lady Blossom
  - Paul Bearer
  - Paul E. Dangerously
  - Ted DiBiase
  - Vivacious Veronica
- Entrance themes
  - "Runnin' with the Devil" by Van Halen (WCWA; 1989-1991)
  - "A Roman Love" by Opus 1 (WCW; 1991-1993)
  - "Satan's Sister" by Chris Goulstone (WCW; 1993-1995)
  - "Jesus Christ Superstar" by Murray Head (ECW; 1995)
  - "Ringmaster" by Jim Johnston (WWF; 1995-1996)
  - "Hell Frozen Over" by Jim Johnston (WWF; 1996-1998)
  - "I Won't Do What You Tell Me" by Jim Johnston (WWF/WWE; 1998-2000; 2001–present)
  - "Glass Shatters" by Disturbed (WWF; 2000-2001)
  - "Paranoid" by Jim Johnston (WWF; 2001)
  - "Venomous" by Jim Johnston (WWF; 2001)

## 수상 사항
- 아이언 마이크 마주키 어워드 (2012)
- 월드 레코드:모스트 윈즈 오브 더 WWE 로얄 럼블 (3회)
- 클래스 오브 2022
- 퓨드 오브 더 이열 (1998, 1999) vs 빅스 맥맨 일명 빈스 회장
- 매치 오브 더 이열 (1997) vs 브렛 하트 인 어 서브미션 매치 엑트 레슬매니아 13
- 모스트 헤이티드 레슬러 오브 더 이열 (2001)
- 모스트 파펄러 오브 더 이열 (1998)
- 루키 오브 더 이열 (1990)
- 레슬러 오브 더 이열 (1998, 1999, 2001)
- 랭크드 넘버 1 오브 탑 500 싱글즈 레슬링 인 더 PWI 500 인 1998 언드 1999
- 랭크드 넘버 19 오브 더 탑 500 싱글즈 레슬링 오브 더 PWI 500 이열즈 인 2003
- 랭크드 넘버 50 오브 더 탑 100 태그팀 오브 더 PWI 이열즈 위드 브라이언 필먼 인 2003
- 스탠리 웨스턴 어워드 (2019)
- 클래스 오브 2016
- TWA 태그팀 챔피언 (1회) - 로드 프라이스
- WCW 유나이티드 스테이츠 헤비웨이트 챔피언 (2회)
- WCW 월드 태그팀 챔피언 (1회) - 브라이언 필먼
- WCW 월드 텔레비전 챔피언 (2회)
- NWA 월드 태그팀 챔피언 (1회) - 브라이언 필먼
- WWF 챔피언 (6회)
- WWF 인터콘티넨탈 챔피언 (2회)
- WWF 월드 태그팀 챔피언 (4회) - 숀 마이클스 (1회), 듀드 러브 (1회), 언더테이커 (1회), 트리플 H (1회)
- WWF 킹 오브 더 링 (1996)
- WWF 로얄 럼블 (1997,1998, 2001)
- 언티스퓨티드 WWF 챔피언 넘버원 컨텐더 토너먼트 (2002)
- 피플스 트리플 크라운
- WWF 밀리언 달러 챔피언 (1회)
- 슬리미 어워드 (2회)
  - 프리덤 오브 스피치 (1997)
  - 베스트 어저널 WWE 네트워크 쇼 (2015)
- WWE 홀 오브 페임 (2009)
- 베스트 박스 오퍼스 드로 (1998, 1999)
- 베스트 브롤러 (2001)
- 베스트 기믹 (1998, 1999)
- 베스트 악역 (1996)
- 베스트 온 인터뷰즈 (1996-1998, 2001)
- 베스트 논 레슬러 (2003)
- 퓨드 오브 더 이열 (1997) - 하트 파운테이션
- 퓨드 오브 더 이열 (1998, 1999) - 빈스 맥맨 일명 빈스 회장
- 매치 오브 더 이열 (1997) vs 브렛 하트 인 어 서브미션 매치 엑트 레슬매니아 13
- 모스트 캐어리즈매틱 (1997, 1998)
- 루키드 오브 더 이열 (1990)
- 태그팀 오브 더 이열 (1993) - 브라이언 필먼 헐리우드 블론즈
- 워스트 워크드 매치 어브 더 이열 (1991) - 테리 테일러 vs 바비 이튼 언드 피엔 뉴스 인 어 스캐펄드 매치 그레이트 아메리칸 배쉬 1991
- 레슬러 오브 더 이열 (1998)
- 레슬링 옵저버 누즐레터 홀 오브 페임 (클래스 오브 2000)

## 출연 작품
- 에코 이펙트